# 東京の空 (テレビ番組)
『東京の空 Life under the sky in Tokyo』（とうきょうのそら ライフ・アンダー・ザ・スカイ・イン・トウキョウ）は、TBSテレビ（関東ローカル）にて2019年10月から2020年9月まで毎月最終週の月曜未明（日曜深夜）に放送されていたドキュメンタリー番組。

## 概要
東京オリンピック開催を控え、世界の注目を集める都市、東京。最先端の技術や新しい文化や流行が生まれる場所でありながらも、歴史と伝統を持つ魅力あふれる街である。24時間眠らないこの街には約1300万人が暮らしているが、夢に情熱を傾ける人や、人生に苦闘する人などが「東京の空」の下で繰り広げられている。
番組では東京を一つのキーワードとして取り上げ、街に生きる人たちを独自の目線で取材し、日本の今を見つめていく。

## テーマ曲
- 小田和正『東京の空』

## 放映リスト
1. 深夜の清掃人（2019年10月28日<27日深夜>）
2. 国立競技場と、私（2019年11月25日<24日深夜>、出演・隈研吾 ナレーター・野村萬斎）
3. あの日、街には歌が流れていた（2019年12月23日<22日深夜>、出演・林家たけ平）
4. ♯見上げて想う（2020年1月27日<26日深夜>）
5. 匠たちの挑戦!東京2020（2020年2月24日<23日深夜>）
6. "小さな主語"で伝えたいコト（2020年3月30日<29日深夜>[注釈 2]、出演・堀潤）
7. ASMR 音の向こうに…（2020年6月1日<5月31日深夜>）
8. 報道カメラマンたちの、いま、届けたい（2020年7月6日<5日深夜>[注釈 3]）
9. 光を求めて（2020年7月27日<26日深夜>、出演・マイケル・プロンコ）
10. ♯ぼくの、わたしの"ほんとの空"。（2020年8月31日<30日深夜>）
11. その靴で踏み出す一歩（2020年9月28日<27日深夜>、出演・塚田真夕（バレリーナ）、西本銀二郎（俳優）、小林稜（SNSディレクター）、尾野由季（社会福祉士）、高橋悠斗（飲食店店主・元プロボクサー）=最終回）

## スタッフ
- プロデューサー：熊谷春彦、飯田晃嘉
- ディレクター：畔上健一、山川祐美惠、野口龍、深瀬勇人、植松誠／秋元洋祐、杉山真奈
- 製作：TBS SPARKLE、TBS